# República Dominicana en los Juegos Paralímpicos de Atenas 2004
La República Dominicana estuvo representada en los Juegos Paralímpicos de Atenas 2004 por dos deportistas, un hombre y una mujer. El equipo paralímpico dominicano no obtuvo ninguna medalla en estos Juegos.